# سیارک ۹۹۱۵
سیارک ۹۹۱۵ (به انگلیسی: 9915 Potanin، نامگذاری:1977RD2) نه هزار و نهصد و پانزدهمین سیارک کشف شده‌است که در ۸ سپتامبر ۱۹۷۷ کشف شد.
قدر مطلق سیارک برابر ۱۲٫۷۰ است.